# Bent (série télévisée)
Pour les articles homonymes, voir Bent.
Bent est une série télévisée américaine en six épisodes de 22 minutes créée par Tad Quill et diffusée entre le 21 mars et le 4 avril 2012 sur le réseau NBC. Au Canada, elle est diffusée à partir du 12 juin 2012 sur le réseau CTV.
Cette série est inédite dans les pays francophones.

## Synopsis
Une mère récemment divorcée engage un entrepreneur sexy pour refaire sa cuisine mais se promet de ne pas succomber à ses charmes…

## Distribution

### Acteurs principaux
- Amanda Peet : Alex Meyers, avocate
- David Walton : Pete Riggins, contracteur
- Jeffrey Tambor : Walt Riggins, père de Pete
- Margo Harshman : Screwsie, sœur d'Alex
- Joey King : Charlie Meyers,fille d'Alex, 10 ans

### Acteurs récurrents et invités
- J. B. Smoove : Clem
- Jesse Plemons : Gary
- Pasha D. Lychnikoff : Vlad, employé de Pete
- Matt Letscher : Ben (5 épisodes)
- Susan Park : Simone, gardienne de Charlie (épisode 1)
- Larry Miller : Bob (épisode 4)
- Marcia Gay Harden : Vanessa Carter (épisode 5)
- Kyle Bornheimer : Dan (épisode 6)

## Production
En février 2011, un pilote a été commandé.
Le casting a débuté en février 2011, dans cet ordre : Amanda Peet, Joey King, David Walton, Jeffrey Tambor et Margo Harshman.
Le 13 mai 2011, NBC commande la série, puis deux jours plus tard, la relègue pour la mi-saison.
Parmi les invités : Matt Letscher et J. B. Smoove, Jesse Plemons, Marcia Gay Harden, Larry Miller et Kyle Bornheimer. Seulement six épisodes ont été tournés.
Le 11 mai 2012, la série est officiellement annulée.

## Épisodes
La série contient six épisodes, diffusés en rafale les 21 mars, 28 mars et 4 avril 2012.
1. Pilot
2. Smitten
3. HD
4. A-Game
5. Mom
6. Tile Date